# Trambileno
Trambileno é uma comuna italiana da região do Trentino-Alto Ádige, província de Trento, com cerca de 1.212 habitantes. Estende-se por uma área de 50 km², tendo uma densidade populacional de 24 hab/km². Faz divisa com Posina (VI), Rovereto, Terragnolo, Vallarsa e Valli del Pasubio (VI).